# Христина Сушко
Христина Євгенівна Сушко (княгиня Трубецька-Долгорука; 9 вересня 1894, Київ — 7 лютого 1967, Женева, Швейцарія) — українська військова медикиня, поручниця Армії УНР. Єдина офіцерка в армії Української Народної Республіки.

## Життєпис

### Ранні роки
Народилася у Києві, в родині князя Євгена Трубецького. Після закінчення класичної гімназії виїхала до Москви, де з 1914 року навчалась на медичному факультеті Московського університету. Знала кілька іноземних мов (німецьку, французьку, польську), а також українську та російську.
З початком Першої світової війни вирушила на Південно-Західний фронт, де працювала медсестрою військового шпиталю. Під час перебування на фронті познайомилася з генералом російської армії князем Миколою Долгоруким, з яким побралася навесні 1915 року. 26 березня 1917 року народила доньку Світлану, у зв'язку з чим закінчила службу в російській імператорській армії.
Після початку Жовтневого перевороту разом з донькою втікла до Києва. Тут долею Христини Сушко опікувався особисто Симон Петлюра, який був знайомий з родиною Долгоруких з часів своєї праці журналістом у Москві. Задля приховання її належності до російського аристократичного роду Петлюра запропонував Христині взяти вигадане прізвище — Скачківська.

### Визвольні змагання

Плакат УІНП

Перебуваючи у розташуванні Армії УНР, на початку 1918 року Христина Скачківська повернулася до праці у військовому шпиталі, а згодом у якості військової медикині вступила на службу до корпусу Січових Стрільців. Там познайомилася з полковником Романом Сушком, з яким вони згодом побралися.
5 червня 1919 р. у ході тяжких боїв під с. Малою Салихою (ст. Пузирки, між Старокостянтиновом і Шепетівкою) потрапила у полон до більшовиків, де зазнала катувань. Вона змогла втекти на даху переповненого більшовиками потяга та повернутися до місця розташування українського війська, де передала військовому командуванню інформацію про розташування більшовицьких частин.
10 липня 1919 року Христина зазнала поранення двома кулеметними кулями в праву руку, проте залишилась в рядах війська, за що одержала подяку в наказі армії. У серпні того ж року, у бої під с. Великою Салихою (напрям В. Пузирки — Шепетівка) була тяжко контужена, внаслідок чого стався параліч правого боку.
Після лікування в 1920 році народила другу доньку Романну та повернулася до лав Армії УНР. Наказом командувача 6-ї Січової стрілецької дивізії Армії УНР полковника Марка Безручка її було призначено лікаркою 46-го куреня цієї дивізії (ним командував її чоловік). Вже у квітні Дивізія воювала на більшовицькому фронті. У червні 1920 року Сушко отримала тяжкі поранення у живіт і хребет у битві під Пергою (тепер Олевського району Житомирської області).

Лікування таких тяжких поранень потребувало багато коштів, які вдалось знайти лише з допомогою Головного отамана Симона Петлюри. У резолюції на виділення коштів для лікування за кордоном Петлюра написав:
«Лікар Сушко визначилась за час боротьби за Українську незалежність цілковитою відданістю справі і визначним героїзмом, — а тому асигнування 35.000 марок [польських] є реалізація обов'язку держави і її влади до одної з кращих дочок її. Суму асигновки затверджую».

### У таборі для інтернованих осіб
Після остаточного відступу Армії УНР у Польщу, у 1922—1923 роках, Христина Сушко продовжувала обіймати посаду дивізійної лікарки у таборі Щипйорно поблизу Каліша. В цей період Сушко починає брати участь у «Спілці військових інвалідів у таборі інтернованих Щипіорно» (заснована у квітні 1922 року).
У липні 1922 року центральне правління Всеукраїнської спілки військових інвалідів доручило Сушко репрезентацію інтересів військових інвалідів у Каліші та Щипіорно, а невдовзі вона була обрана Головою правління таборової Спілки інвалідів. Значною мірою її стараннями була відкрита «Хата інваліда», розрахована на 60 місць.
Заслуги Христини Сушко перед Військом УНР дали реєстраційній комісії на чолі з генерал-хорунжим Миколою Янчевським усі підстави клопотатись у 1922 році перед Головним отаманом Військ УНР «про зарахування жінки-лікаря Христини Сушко… на дійсну військову службу в ранзі санітарного поручника зі старшинством… з наданням права на дальнійше підвищення в рангах». Таким чином було підтверджено статус Христини Сушко в Армії УНР як єдиної жінки-старшини.
Умови життя у таборі не сприяли зміцненню здоров'я Сушко. Її фізичний стан погіршувався, і на початок 1923 року вона втратила здатність володіти ногами, почала пересуватися на милицях. До того ж становище її сім'ї ускладнилося через таємний виїзд її чоловіка до Чехословаччини, де він студіював в університеті право та брав активну участь у діяльності спочатку УВО, а потім ОУН. Їхній шлюб розпався у 1925 році.
Після ліквідації таборів (серпень 1924 року) Сушко деякий час залишалася в Станиці, що була створена на території колишнього табору (як людина з інвалідністю, вона мала право на постійне в ній проживання). У жовтні 1924 року вона виїхала на лікування до Варшави. У квітні 1925 року у Варшаві на черговому медичному огляді було встановлено «ураження обох нижніх кінцівок і однієї верхньої, що стало наслідком вогнепальних поранень», та рекомендовано лікування за кордоном.

### Останні роки
Після лікування в Європі Сушко вдалося цілком відновити рухливість кінцівок. Вона разом з дітьми виїхала до Італії, де вступила на навчання до Римського університету та успішно закінчила медичні студії зі спеціальності кардіологія. Приблизно у 1927 році одружилася з італійцем, лікарем Мангері, після чого оселилася в маєтку чоловіка на Сицилії в містечку Таорміна. Згодом вони розлучилися — у 1935 році Христина Сушко з доньками переїхала до Франції і оселилася в Ніцці, де започаткувала власну лікарську практику.
Христина Сушко підтримувала активні зв'язки з українським емігрантським та ветеранським середовищем у Європі. У 1932 році особисто познайомилась з лідером ОУН Євгеном Коновальцем.
З початком Другої світової війни сліди Христини Сушко губляться, однак зі спогадів очевидців відомо, що у 1945 році вона об'явилася в американській окупаційній зони Німеччини в однострої лікаря-офіцера армії США під ім'ям Христини Мангері та очолила лікарське обслуговування у таборах для переміщених осіб у Мангаймі, Вюрцбурзі, Ляйпгаймі, Діллінгені і Гюнцбурзі, де у переважній більшості перебували українці.
Робота Христини Сушко у таборах для переміщених осіб завершилася, коли Німеччина почала їх ліквідовувати в 1950 році. Незадовго після цього вона перебралась на постійне місце проживання до Швейцарії. Померла 7 лютого 1967 року у Женеві, Швейцарія.

## Вшанування пам'яті
У місті Київ є вулиця Христини Сушко.
У місті Кропивницький провулок Уляни Громової перейменували на провулок Христини Сушко.